# Oxnard Press-Courier
L'Oxnard Press-Courier est un quotidien local californien basé à Oxnard. Il paraît de 1899 à 1994.

## Histoire
Le journal tire ses origines de l'hebdomadaire Oxnard Courier fondé en 1899. Une édition quotidienne, nommée Daily Oxnard-Courier, débute sa publication en juin 1909. Elle adopte le nom Oxnard Press-Courier en 1940.
George et Eva Grimes et David Calvert et sa femme achètent le journal en mars 1945, alors qu'il a un tirage de 1 200 exemplaires,,,.
En 1963, le groupe Brush-Moore Newspapers (en) achète l'Oxnard Press-Courier. Il est vendu à Thomson Newspapers quatre ans plus tard dans le cadre d'une vente de douze journaux pour un total de 72 millions de dollars. Il s'agit alors de la plus grande transaction jamais réalisée pour des journaux.
En 1992, son tirage quotidien est de 17 325 exemplaires.
Thomson reste propriétaire du journal jusqu'à sa disparition en juin 1994, en raison d'une économie pauvre et d'un marché des journaux compétitif dans le comté de Ventura. Le Los Angeles Times a notamment commencé en 1990 à publier une édition quotidienne dans le comté de Ventura, remplaçant sa section hebdomadaire.